# Làng đại học

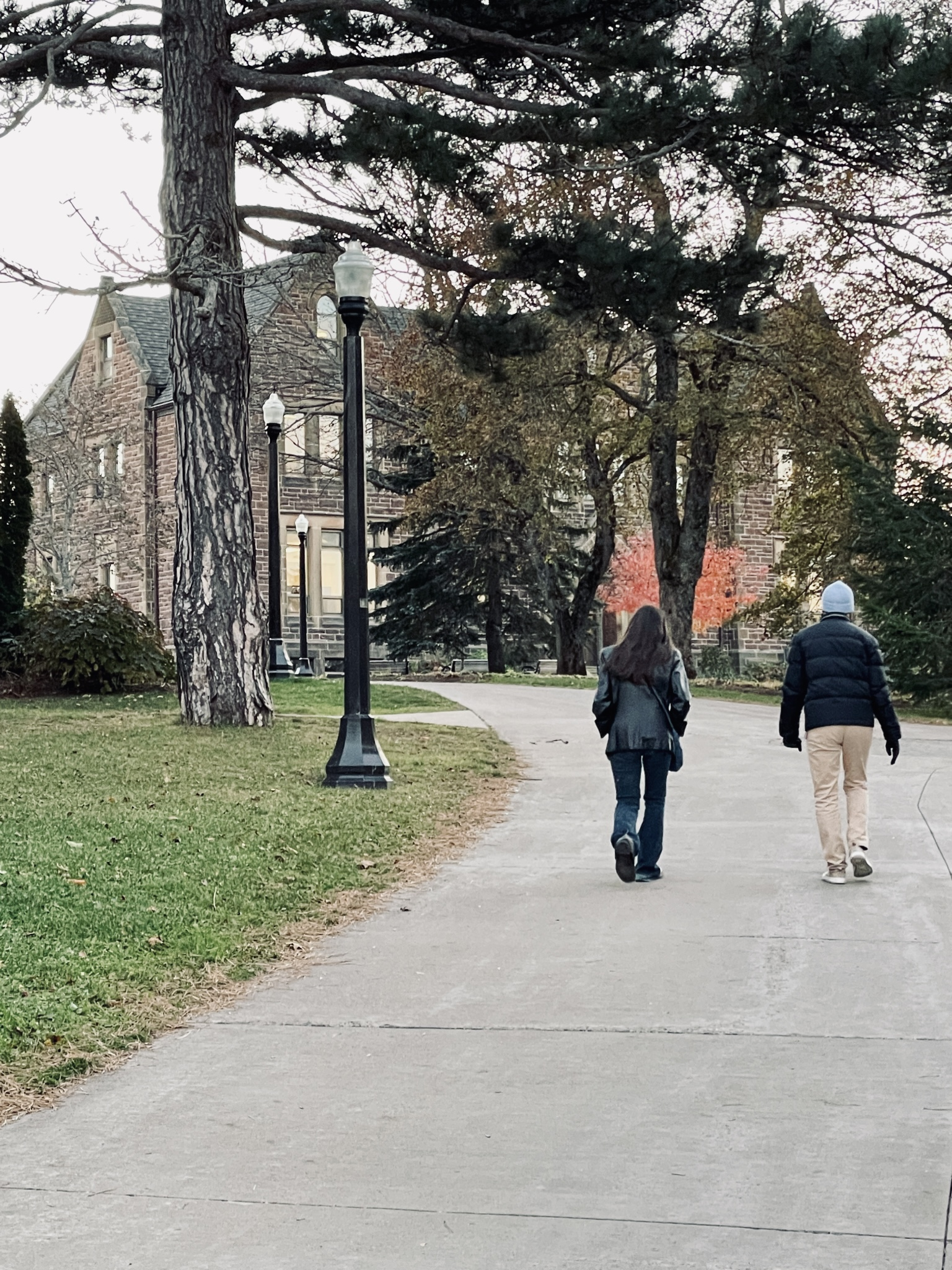
Một làng đại học ở Anh

Làng đại học (University town) hay Thị trấn cao đẳng (College town) là một khu vực cộng đồng (thường là thị trấn hoặc thành phố riêng biệt, nhưng trong một số trường hợp là thị trấn/thành phố khu phố hoặc quận) bị chi phối từ nhâu khẩu cư trú của một trường đại học, cao đẳng. Trường đại học có thể có quy mô lớn, hoặc có thể có một số cơ sở nhỏ hơn như các trường cao đẳng nghệ thuật tự do phân bố tập trung lại với nhau, những làng đại học trong các trường hợp đều được mệnh danh như vậy vì sự hiện diện của các cơ sở giáo dục thâm nhập vào đời sống kinh tế và xã hội. Nhiều cư dân địa phương có thể được trường đại học tuyển dụng, nhiều doanh nghiệp phục vụ, cung ứng dịch vụ chủ yếu cho trường đại học và số lượng sinh viên có thể đông hơn dân số địa phương. Làng đại học là một quần cư đại học đa ngành trong một không gian thiên nhiên rộng lớn có các trung tâm giảng dạy, trung tâm nghiên cứu, sản xuất, dịch vụ (giảng đường, các phòng thí nghiệm và các thư viện, bệnh viện, nhà xưởng thực hành), những cư xá sinh viên (ký túc xá), cảnh quan thiên nhiên đa dạng, phong phú và các công trình phúc lợi công cộng.

## Đại cương

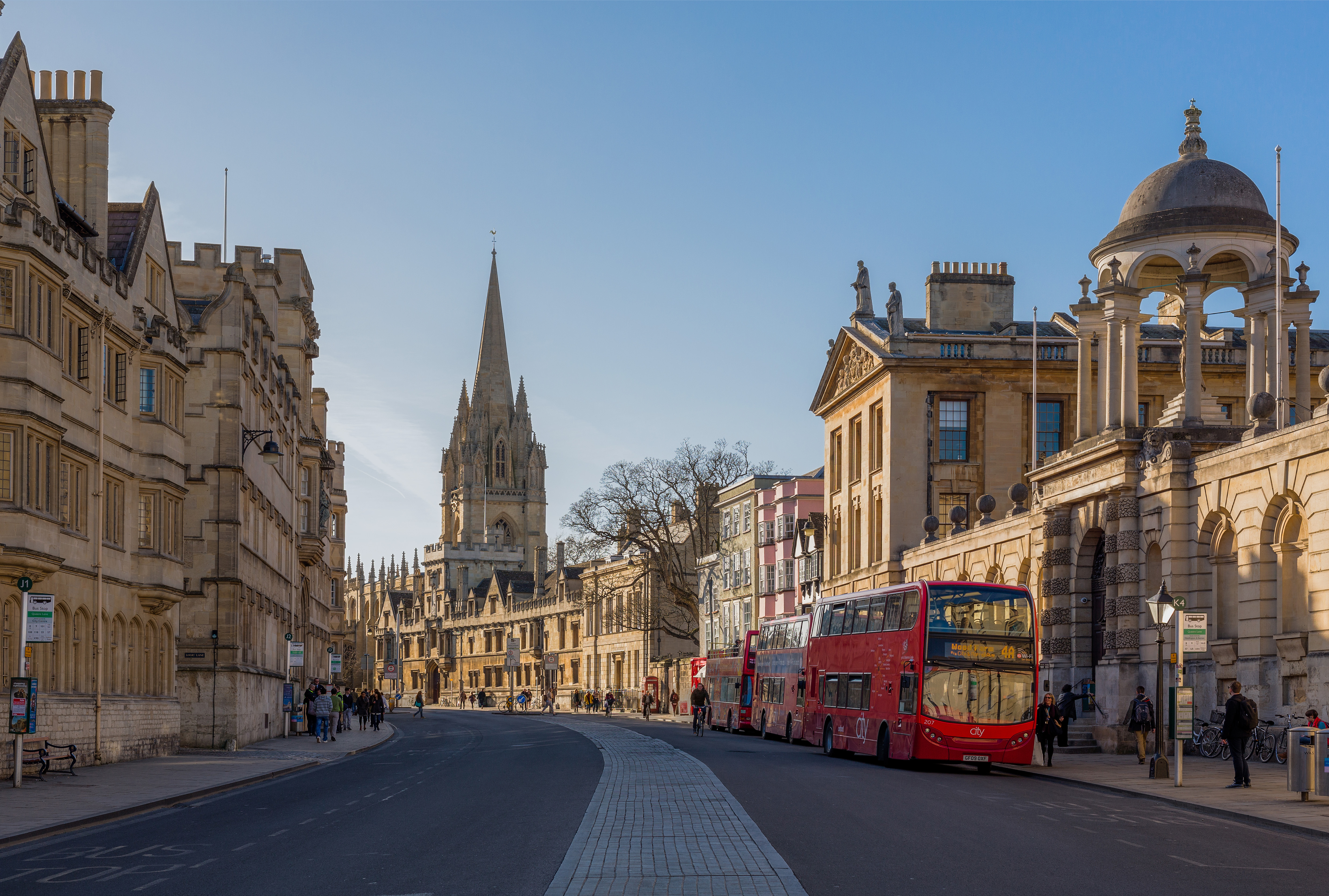
Làng đại học Oxford

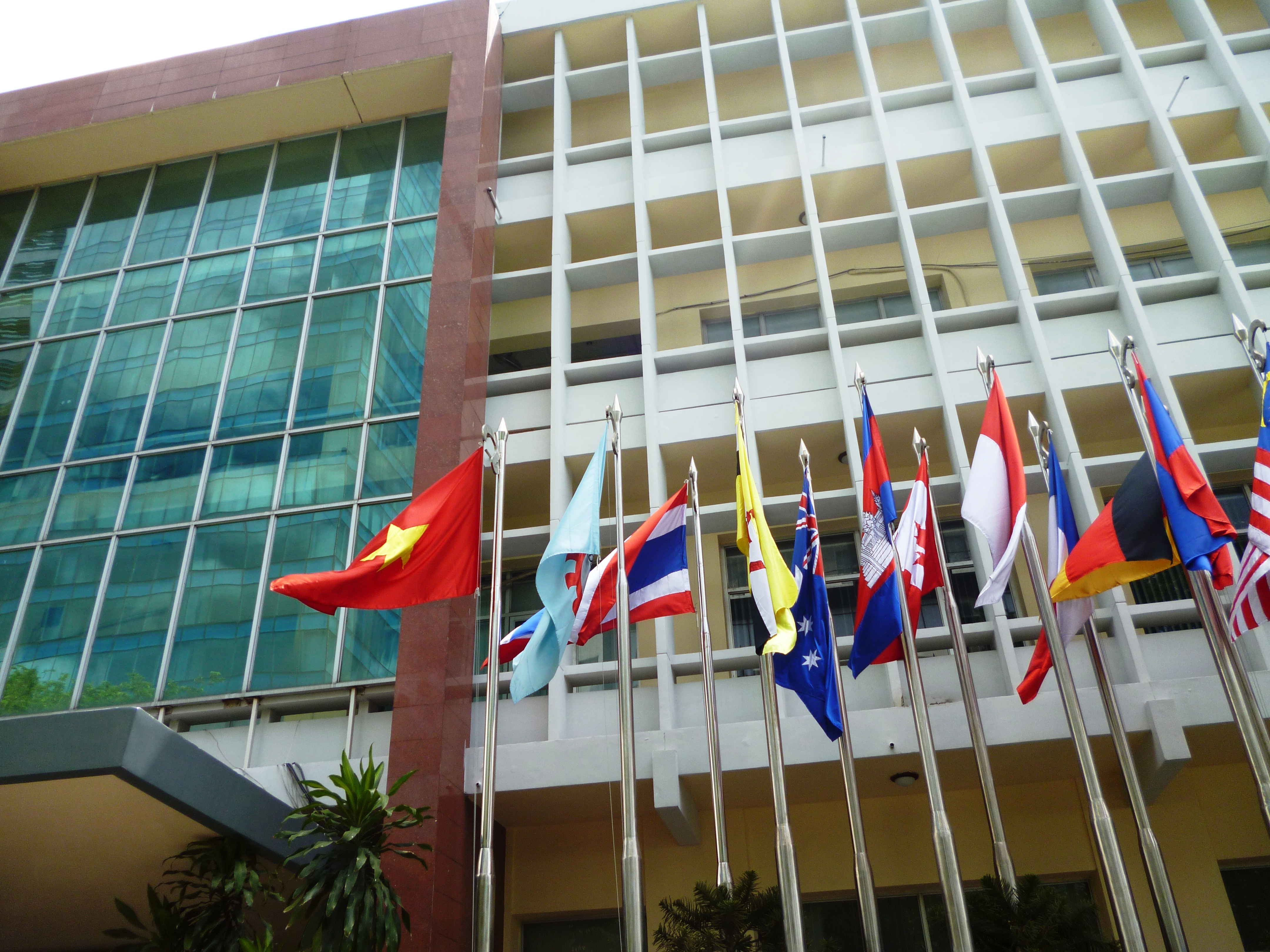
Trung tâm Anh ngữ Seameo ở TP.HCM năm 2012

Ở Châu Âu, một thị trấn sinh viên thường có đặc điểm là có những trường đại học cổ đại. Nền kinh tế của khu vực có liên quan chặt chẽ với hoạt động của trường đại học và được hỗ trợ nhiều từ nhu cầu cần cung ứng toàn bộ cấu trúc trường đại học, có thể bao gồm bệnh viện và phòng khám của trường đại học, nhà in, thư viện, phòng thí nghiệm, vườn ươm doanh nghiệp, ký túc xá, phòng sinh viên, phòng ăn, hội sinh viên và lễ hội học thuật. Hơn nữa, lịch sử của thành phố thường gắn liền với lịch sử của trường đại học. Nhiều thị trấn đại học ở châu Âu không chỉ đơn thuần là những địa điểm quan trọng về khoa học và giáo dục mà còn là trung tâm ảnh hưởng về chính trị, văn hóa và xã hội trong suốt nhiều thế kỷ. Như một ví dụ về điều này là Paris cũng minh họa tiến trình lịch sử giáo dục với Đại học Paris (Sorbonne) và Grande école.
Bên cạnh dân số có trình độ học vấn cao thì một thị trấn đại học kiểu mẫu thường có nhiều người có lối sống và nền văn hóa phi truyền thống, có khả năng chịu đựng tốt đối với sự khác thường nói chung và có nền văn hóa hoặc âm nhạc rất năng động. Nhiều nơi đã trở thành trung tâm nghiên cứu công nghệ và đổi mới công ty khởi nghiệp. Các trường đại học có trung tâm khởi nghiệp có thể là các thành phố lớn như Munich, nhưng cũng có thể là các thành phố nhỏ như Trieste. Giống như trong trường hợp của thị trấn doanh nghiệp, dân số những sinh viên đại học đông đảo và tạm thời có thể xung đột với những người dân thị trấn khác. Sinh viên có thể đến từ bên ngoài khu vực và có thể đăng ký vào một nền văn hóa đôi khi hoàn toàn xa lạ với văn hoá địa phương. Hầu hết sinh viên là những người trẻ tuổi, thói quen sinh hoạt có thể khác với người lớn tuổi.
Về mặt kinh tế, khả năng chi tiêu cao của trường đại học và của sinh viên nói chung có thể thổi phồng chi phí sinh hoạt cao hơn so với khu vực. Nhân viên đại học thường phải di chuyển từ các khu vực lân cận vì nhận thấy chi phí sinh hoạt ở thị trấn quá đắt đỏ. Nhu cầu về nhà ở của sinh viên, giảng viên, nhân viên và người về hưu đã giữ giá nhà ở các thị trấn đại học ổn định trong thời kỳ suy thoái thị trường nhà ở bắt đầu vào năm 2005. Xu hướng sinh viên hóa trong đó số lượng sinh viên ngày càng tăng di chuyển với số lượng lớn đến các khu dân cư truyền thống không có sinh viên, có thể là do số lượng tuyển sinh đại học mở rộng vượt quá khả năng cung cấp nhà ở trong khuôn viên trường, việc thực thi quy hoạch không đầy đủ và/hoặc văn hóa sinh viên.
Các hiệp hội khu vực lân cận có thể nỗ lực hạn chế việc chuyển đổi nhà ở gia đình thành nhà cho sinh viên thuê, trong khi một số cư dân địa phương có thể phản đối việc xây dựng các ký túc xá lớn trong khuôn viên trường hoặc mở rộng nhà ở của hội nam sinh và nữ sinh, buộc số lượng đăng ký ngày càng tăng phải tìm kiếm nhà ở trong thị trấn. Ở Hoa Kỳ, các cơ sở giáo dục thường được miễn thuế địa phương, do đó, nếu không có hệ thống thanh toán thay thuế, số lượng sinh viên đại học sẽ tạo gánh nặng không tương xứng cho một phần cơ sở hạ tầng công cộng địa phương, chẳng hạn như đường sá hoặc cơ quan thực thi pháp luật. Một số nhà phân tích cho rằng sinh viên giảm bớt gánh nặng cho các bộ phận khác của cơ sở hạ tầng công cộng địa phương, chẳng hạn như trường tiểu học và trung học địa phương, cho đến nay là hạng mục tốn kém nhất trong hầu hết ngân sách thành phố và thị trấn ở Bắc Mỹ, bằng cách cung cấp doanh thu từ thuế thông qua thuế bán hàng địa phương và thuế tài sản do chủ nhà nộp. Do đó, khi một trường đại học mở rộng cơ sở của mình, khả năng mất nguồn thu thuế tài sản là một mối lo ngại, bên cạnh mong muốn của địa phương trong việc bảo tồn không gian mở hoặc các khu dân cư lịch sử. Kết quả là người dân địa phương có thể không hài lòng với trường đại học và sinh viên của trường.